# علاج إشعاعي داخلي انتقائي

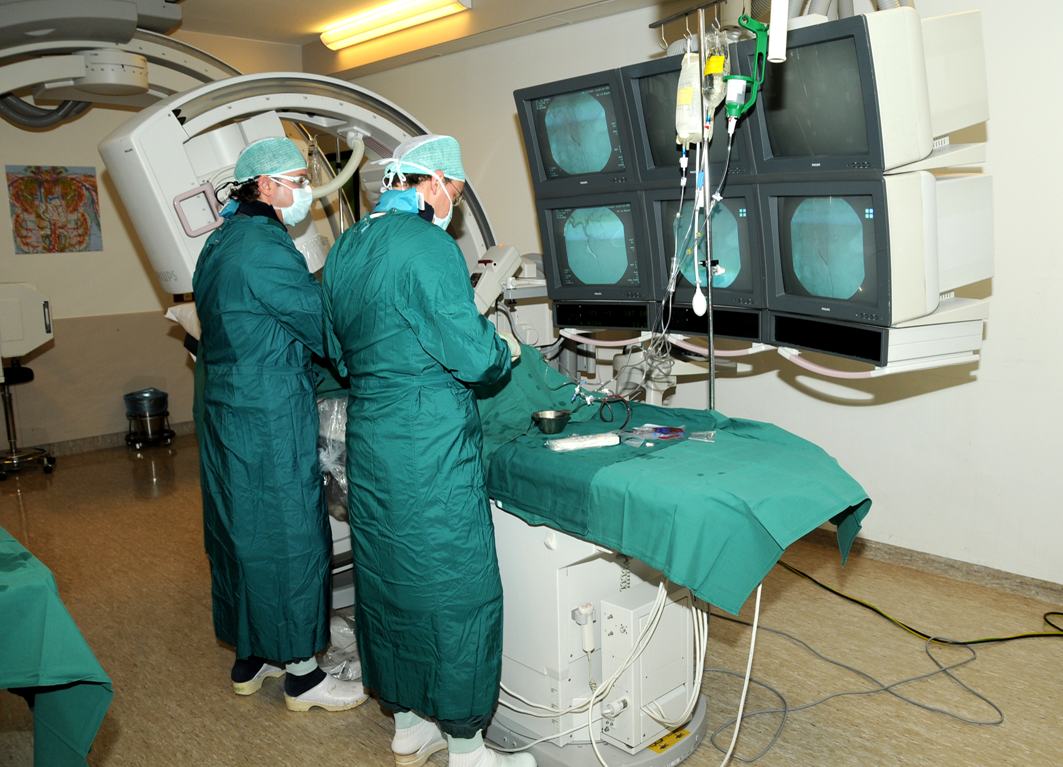

العلاج الإشعاعي الداخلي الانتقائي، المعروف أيضًا باسم الانصمام الإشعاعي عبر الشرايين أو الانصمام الإشعاعي أو العلاج الإشعاعي الدقيق داخل الشرايين، هو شكل من أشكال العلاج الإشعاعي المستخدم في الأشعة التداخلية لعلاج السرطان. يُستخدَم بشكل عام لدى مرضى مختارين مصابين بسرطانات غير قابلة للاستئصال جراحيًا، خاصة سرطانة الخلية الكبدية أو النقائل الخبيثة إلى الكبد. يتضمن العلاج حقن جسيمات كروية مجهرية صغيرة من المواد المشعة في الشرايين التي تغذي الورم، وتستقر هذه الجسيمات الكروية في الأوعية الصغيرة للورم. نظرًا لكون هذا العلاج يجمع ما بين العلاج الإشعاعي والانصمام، فإنه يسمى أيضًا الانصمام الإشعاعي. يُدعَى نظير العلاج الكيميائي (الذي يجمع ما بين العلاج الكيميائي والانصمام) اسم الانصمام الكيميائي، والذي يكون فيه الانصمام الكيميائي الشرياني عبر القسطرة هو الشكل المعتاد.

## مبادئ
يُستخدَم العلاج الإشعاعي لقتل الخلايا السرطانية. على أي حال، تتأذى الخلايا الطبيعية أيضًا في هذه العملية. في الوقت الحالي، يمكن أن تستهدف الجرعات العلاجية من الإشعاع الأورام بدقة عالية باستخدام مسرعات خطية. على أي حال، عند التشعيع باستخدام العلاج الإشعاعي الخارجي، يحتاج الشعاع دائمًا إلى أن ينتقل عبر الأنسجة السليمة، وتكون أنسجة الكبد الطبيعية حساسة جدًا للإشعاع. تحد الحساسية الإشعاعية للنسيج الكبدي من جرعة الإشعاع التي يمكن توصيلها عبر العلاج الإشعاعي الخارجي. من ناحية أخرى، ينتج عن العلاج الإشعاعي الداخلي الانتقائي ترسيب موضعي وموجه للجرعة المشعة، لذلك يكون مناسب تمامًا لعلاج أورام الكبد. نظرًا للترسب المحلي، يعتبر العلاج الإشعاعي الداخلي الانتقائي نوعًا من العلاج الموضعي.
يحتوي الكبد على جهاز تروية دموية مزدوج؛ إذ يتلقى الدم من كل من الشريان الكبدي والوريد البابي. تُروَّى أنسجة الكبد السليمة بشكل أساسي عن طريق الوريد البابي، بينما تتلقى معظم أورام الكبد الخبيثة ترويتها الدموية من الشريان الكبدي. لذلك، يمكن إعطاء العلاجات الموضعية مثل الانصمام الكيميائي عبر الشرايين أو الانصمام الإشعاعي بشكل انتقائي داخل الشرايين التي تغذي الأورام مما يؤدي إلى ترسب تفضيلي للجزيئات في الورم، مع تجنيب أنسجة الكبد السليمة الآثار الجانبية الضارة.
بالإضافة إلى ذلك، غالبًا ما تكون الخباثات (بما في ذلك سرطانات الكبد الأولية والعديد من سرطانات الكبد النقائلية) مفرطة التوعية الدموية إذ يزداد إمداد الدم للورم مقارنة مع الأنسجة الطبيعية مما يؤدي إلى ترسب تفضيلي للجزيئات في الأورام.
يمكن إجراء العلاج الإشعاعي الداخلي الانتقائي باستخدام عدة تقنيات، بما في ذلك علاج الكبد بأكمله أو المقاربات الفصية أو القطعية. يستهدف العلاج الإشعاعي الداخلي الانتقائي للكبد بأكمله كامل الكبد بعلاج واحد، ويمكن استخدامه عندما ينتشر المرض في جميع أنحاء الكبد. يستهدف استئصال الفص الإشعاعي أحد فصي الكبد، ويمكن أن يكون خيارًا علاجيًا جيدًا عند إصابة فص واحد فقط أو عند علاج الكبد بأكمله بعلاجين منفصلين، فص واحد في كل مرة. المقاربة القطعية، التي تُدعَى أيضًا الاستئصال القطعي الإشعاعي، هي تقنية تُعطَى فيها جرعة عالية من الإشعاع في قطعة واحدة أو قطعتين فقط من القطع الكبدية. تؤدي الجرعة العالية إلى استبعاد الورم بينما تقتصر أذية أنسجة الكبد السليمة على القطع المستهدفة فقط. تؤدي هذه المقاربة إلى حدوث نخر فعال في القطع المستهدفة. يكون الاستئصال القطعي مجديًا فقط عندما يقتصر الورم (أو الأورام) على قطعة واحدة أو قطعتين. تُحدَّد التقنية التي يجري تطبيقها عن طريق وضع القسطرة. كلما وُضِعت القسطرة على مسافة أبعد، كانت التقنية موضعية أكثر.

## التطبيقات العلاجية
يشمل المرضى المرشحون للانصمام الإشعاعي أولئك الذين لديهم:
1) سرطان الكبد غير قابل للاستئصال من منشأ أولي أو ثانوي، مثل سرطانة الخلية الكبدية، أو نقائل الكبد ذات المنشأ المختلف (مثل سرطان القولون والمستقيم)، أو سرطان الثدي، أو سرطان الغدد العصبية الصماء، أو سرطان الأقنية الصفراوية. 
2) لا توجد استجابة أو عدم تحمل للعلاج الكيميائي الموضعي أو الجهازي.
3) عدم الأهلية للخيارات العلاجية المحتملة مثل الاستئصال بالترددات الراديوية.
يعتبر العلاج الإشعاعي الداخلي الانتقائي حاليًا علاجًا إنقاذيًا. لقد ثبت أنه آمن وفعال لدى المرضى الذين لا يمكن إجراء الجراحة لهم، ولم يكن العلاج الكيميائي فعالًا لديهم. بعد ذلك، بدأت العديد من تجارب المرحلة الثالثة الكبيرة لتقييم فعالية العلاج الإشعاعي الداخلي الانتقائي عند استخدامها في وقت سابق في مخطط العلاج أو بالتشارك مع العلاج الجهازي.
جرى تقييم العلاج الإشعاعي الداخلي الانتقائي، عند إضافته إلى خط العلاج الأول لدى المرضى الذين يعانون من نقائل سرطان القولون والمستقيم، في دراسات SIRFLOX، وFOXFIRE، وFOXFIRE Global. بالنسبة لسرطان الكبد الأولي، جرى الانتهاء من تجربتين كبيرتين تقارنان العلاج الإشعاعي الداخلي الانتقائي بمعيار العلاج الكيميائي للرعاية، Sorafenib، وهما تجربتي: SARAH، وSIRveNIB.
نُشرت النتائج مؤخرًا، ولم تذكر تفوق العلاج الإشعاعي الداخلي الانتقائي على العلاج الكيميائي من حيث معدل البقيا (البقاء على قيد الحياة) بشكل عام (SARAH، SIRveNIB، FOXFIRE). في دراسة SIRFLOX، لم يُلاحَظ أيضًا وجود معدل بقيا أفضل بدون تفاقم السرطان. لم تسفر هذه التجارب عن دليل مباشر يدعم استخدام العلاج الإشعاعي الداخلي الانتقائي كخط علاجي أول في سرطان الكبد. على أي حال، لقد أظهرت هذه الدراسات أن العلاج الإشعاعي الداخلي الانتقائي يمكن تحمله بشكل أفضل من العلاج الجهازي، مع أعراض جانبية أقل حدة. في الوقت نفسه، بالنسبة لسرطانة الخلية الكبدية، أظهرت البيانات المأخوذة من تحليل رجعي كبير نتائج واعدة تخص العلاج الإشعاعي الداخلي الانتقائي بوصفه علاج المرحلة المبكرة، خاصةً مع الاستئصال القطعي الإشعاعي بجرعة عالية والاستئصال الفصي.
تُجرَى حاليًا المزيد من الدراسات وتحليلات الحشود من أجل تقييم مجموعات فرعية من المرضى الذين يستفيدون من العلاج الإشعاعي الداخلي الانتقائي بوصفه الخط العلاجي الأول أو علاج الخطوط اللاحقة، أو من أجل تقييم تأثير العلاج الإشعاعي الداخلي الانتقائي بالتشارك مع العلاج الكيميائي (EPOCH، SIRSTEP، SORAMIC، STOP HCC).
بالنسبة لمرضى سرطانة الخلية الكبدية غير المؤهلين حاليًا لزراعة الكبد، يمكن استخدام العلاج الإشعاعي الداخلي الانتقائي في بعض الحالات من أجل تقليل حجم الورم مما يسمح للمرضى أن يكونوا مرشحين للعلاج الشافي. يُدعَى هذا أحيانًا بالعلاج التجسيري (بالإنجليزية bridging therapy).
عند مقارنة العلاج الإشعاعي الداخلي الانتقائي مع الانصمام الكيميائي عبر الشرايين، أظهرت العديد من الدراسات نتائج إيجابية تخص العلاج الإشعاعي الداخلي الانتقائي مثل طول وقت تفاقم الورم، ومعدلات استجابة كاملة أعلى، وبقيا أطول بدون تفاقم.